# 二十歳のベスト・パール・ドレッサー
二十歳のベスト・パール・ドレッサー（はたちのベスト・パール・ドレッサー）は日本真珠振興会と日本真珠小売店協会がその年に成人式を迎えた女性著名人に対し贈る賞。受賞者はその受賞した西暦により“二十歳のベスト・パール・ドレッサー2007”などとよばれる。
しかし、真珠の売り上げ増への効果も薄いと判断され2007年をもって事業中止となった。

## 歴代受賞者
| 年     | 受賞者     |
| ------ | ---------- |
| 1998年 | 佐藤藍子   |
| 1999年 | 中山エミリ |
| 2000年 | 奥菜恵     |
| 2001年 | 優香       |
| 2002年 | 内山理名   |
| 2003年 | 深田恭子   |
| 2004年 | 平山あや   |
| 2005年 | 平原綾香   |
| 2006年 | 酒井彩名   |
| 2007年 | 石原さとみ |